# بيترا بلازيك
بيترا بلازيك (بالألمانية: Petra Blazek)‏ مواليد 15 يونيو 1987 في النمسا، هي لاعبة كرة يد نمساوية تلعب كحارس مرمى. مثلت منتخب النمسا لكرة اليد للسيدات.